# Éparchie Notre-Dame-du-Paradis de Mexico des Melkites
Pour les articles homonymes, voir éparchie Notre-Dame-du-Paradis.
L'éparchie Notre-Dame-du-Paradis de Mexico des Melkites (en latin : Eparchia Dominae Nostrae Paradisi in Civitate Mexicana Graecorum Melkitarum ; en espagnol : Eparquía de Nuestra Señora del Paraíso en México) est une éparchie de l'Église grecque-catholique melchite au Mexique directement soumis au Saint-Siège.

## Territoire
L'éparchie a juridiction sur tous les fidèles de l'Église grecque-catholique melchite qui résident au Mexique. Le siège éparchial est à Mexico où se trouve la cathédrale Porta Cæli (es). 

## Histoire
L’éparchie est érigée le 27 février 1988 par la constitution apostolique Apostolorum Principis du pape Jean-Paul II.

## Éparques
- Boutros Raï, B.A, (27 février 1988 - 7 juin 1994)
- Antoine Mouhanna, (11 juillet 1994 - 2006) (administrateur apostolique)
- Gabriel Ghanoum, B.S (2006 - 16 janvier 2015) (administrateur apostolique)
- Nicholas James Samra (16 janvier 2015 - 20 décembre 2019) (administrateur apostolique)
- Joseph Khawam, B.A, depuis le 20 décembre 2019 (administrateur apostolique)